# Rising Sun-Lebanon
Rising Sun-Lebanon – jednostka osadnicza w Stanach Zjednoczonych, w stanie Delaware, w hrabstwie Kent.